# Tuyana Dashidorzhiyeva
Tuyana Norpolovna Dashidorzhiyeva (en ruso: Туяна Норполовна Дашидоржиева; Tsagán-Chelutái, 14 de abril de 1996) es una deportista rusa que compite en tiro con arco, en la modalidad de arco recurvo.
Participó en los Juegos Olímpicos de Río de Janeiro 2016, obteniendo una medalla de plata en la prueba por equipo (junto con Xeniya Perova e Inna Stepanova).
Ganó una medalla de oro en el Campeonato Mundial de Tiro con Arco al Aire Libre de 2015, una medalla de plata en el Campeonato Mundial de Tiro con Arco en Sala de 2018 y 2018 y una medalla de plata en el Campeonato Europeo de Tiro con Arco al Aire Libre de 2016.

## Palmarés internacional
| Juegos Olímpicos                 | Juegos Olímpicos         | Juegos Olímpicos | Juegos Olímpicos |
| Año                              | Lugar                    | Medalla          | Prueba           |
| -------------------------------- | ------------------------ | ---------------- | ---------------- |
| 2016                             | Río de Janeiro (Brasil)  | Medalla de oro   | Equipo           |
| Campeonato Mundial al Aire Libre |                          |                  |                  |
| Año                              | Lugar                    | Medalla          | Prueba           |
| 2015                             | Copenhague (Dinamarca)   | Medalla de oro   | Equipo           |
| Campeonato Mundial en Sala       |                          |                  |                  |
| Año                              | Lugar                    | Medalla          | Prueba           |
| 2018                             | Yankton (Estados Unidos) | Medalla de plata | Equipo           |
| Campeonato Europeo al Aire Libre |                          |                  |                  |
| Año                              | Lugar                    | Medalla          | Prueba           |
| 2016                             | Nottingham (Reino Unido) | Medalla de plata | Individual       |